# Energia electrică în România
Producția de energie electrică a României a fost de aproximativ 56,03 TWh în anul 2023, cu 5,5% mai mult decât in anul precedent.
Apa este principala sursă pentru producerea energiei, cu o pondere de 32,2% din total, comparativ cu ponderea de 26% înregistrată în 2022. Pe locul 2 s-au plasat sursele nucleare, cu un procent de 19,2%, iar energia eoliană a avansat pe locul 3, cu o pondere de 15,4%..
Principalii producători de energie electrică din România sunt Termoelectrica, cele 3 complexuri energetice din Oltenia (CE Turceni, CE Rovinari și CE Craiova), Hidroelectrica, Nuclearelectrica și OMV Petrom.
În anul 2022, producția a fost de aproximativ 53.5 TWh, la o putere instalată de 18.652 MW. Piața românească de energie electrică este estimată la 1,75 miliarde Euro.
Exportul de energie electrică al României a fost de 13.08 TWh în anul 2023 și de 7.41 TWh în 2022. Importurile de energie electrică a României au fost de 10,09 TWh în anul 2023 si de 8.65 TWh în 2022.
Din anul 2006 și-a început activitatea bursa de energie electrică, supravegheată de OPCOM, societate deținută de Transelectrica. În anul 2007 pe această bursă au fost vândute 8,21 TWh.

## Istoric
- 1882 - sunt date în funcțiune primele două centrale electrice din București, care asigurau necesarul pentru Palatul Cotroceni și Palatul Regal de pe Calea Victoriei.Printr-o linie electrică de 2 kV curent continuu este asigurat iluminatul palatului de pe Calea Victoriei.[5]
- 1884, Timișoara - se pune în funcțiune primul iluminat electric stradal din Europa[6]
- 16 decembrie 1896 - este dată în funcțiune centrala hidroelectrică Sadu, pe baza documentațiilor întocmite de Oskar von Miller.
- 1902 - este pusă în funcțiune centrala hidroelectrică (CHE) de la Grozăvești, pe râul Dâmbovița, după planurile inginerului Elie Radu.
- 1910 - prin efortul primarului Carol Telbisz este dată în folosință Centrala hidroelectrică din Timișoara.
- 1913 - prima cale ferată electrificată de pe teritoriul actual al României, pe ruta Arad-Ghioroc-Pâncota și Ghioroc-Radna
- 1930-1931, București - punerea în funcțiune a primei rețele electrice de distribuție pe stâlpi de beton armat din țară
- 1938 - Putere instalată (în anul de referință interbelic): 501 MW [7]
- 1959 - pe 24 ianuarie, la fix 100 de ani de la Unirea Principatelor Române, are loc și „alipirea” la sistemul energetic național a zonei Moldova.[8]
- 1965 - primul tronson modern de cale ferată electrificată din țară : Brașov – Predeal
- 1996 - Intrarea în exploatare comercială a Unității 1 a Centralei Nucleare de la Cernavodă

În anul 1990, producția, transportul și distribuția de curent electric era deținută de compania de stat RENEL. În urma restructurărilor succesive, până în anul 2000, compania a fost împărțită în:
- Nuclearelectrica S.A.
- Termoelectrica S.A.
- Hidroelectrica S.A.
- Electrica S.A. - având 8 filiale.
- Transelectrica S.A.

În prezent (ianuarie 2025) companiile Nuclearelectrica, Hidroelectrica și Transelectrica sunt deținute majoritar de Statul Român și sunt listate la Bursa de Valori București. Compania Electrica este și ea listata la Bursa de Valori București
Cinci filiale Electrica au fost privatizate (4 în 2005 și una în 2007) prin preluarea pachetului majoritar de către investitorii străini ENEL, CEZ și E.ON. 

## Electrificarea
În martie 2010, aproximativ 100.000 de gospodării nu erau racordate la rețeaua de electricitate, comparativ cu 89.000 în ianuarie 2008
În România sunt 7,5 milioane de gospodării.
În anul 2009 existau 97.805 de gospodării neelectrificate, amplasate în 2.284 localități.

## Producția
Producția de energie electrică, după sursa de energie, în TWh:
| An   | Cărbune (%) | Nuclear (%) | Gaze naturale (%) | Pacura (%) | Alte surse conventionale (%) | Hidroelectric (%) | Eolian (%) | Biomasa (%) | Solar (%) | Alte surse regenerabile (%) | Producție (TWh) | Consum (TWh) |
| 2023 | 13.45%      | 19.16%      | 15.11%            | 0.01%      | 0.83%                        | 32.16%            | 15.43%     | 0.83%       | 3.01%     | 0.01%                       | 56.03           | 54.26        |
| 2022 | 19.69%      | 19.98%      | 17.22%            | 0.05%      | 0.99%                        | 26.04%            | 12.75%     | 1.00%       | 3.27%     | 0.01%                       | 53.54           | 51.87        |
| 2021 | 18.20%      | 19.03%      | 16.38%            | 0.04%      | 0.88%                        | 30.28%            | 11.09%     | 1.00%       | 3.09%     | 0.01%                       | 57.05           | 56.22        |
| 2020 | 16.51%      | 20.19%      | 15.92%            | 0.01%      | 2.10%                        | 29.08%            | 12.66%     | 0.84%       | 2.69%     | 0.01%                       | 53.74           | 53.59        |
| 2019 | 22.89%      | 18.98%      | 13.95%            | 0.01%      | 2.00%                        | 26.75%            | 12.09%     | 0.68%       | 2.62%     | 0.01%                       | 57.02           | 55.34        |
| 2018 | 24.24%      | 17.65%      | 15.02%            | 0.03%      | 1.78%                        | 27.87%            | 9.78%      | 0.47%       | 3.15%     | 0.01%                       | 61.97           | 55.76        |

Notă: Valorile din tabel sunt preluate din rapoartele de monitorizare ale pietei de energie electrica ale ANRE
Capacitatea instalată, în MW:
| An   | Termo | Nucleară | Hidro | Regenerabile | TOTAL  |
| ---- | ----- | -------- | ----- | ------------ | ------ |
| 2023 | 5.447 | 1.413    | 6.643 | 4.708        | 18.210 |
| 2022 | 6.052 | 1.413    | 6.642 | 4.545        | 18.652 |

### Exportul și importul de electricitate
Următorul tabel prezintă valoarea exporturilor și importurilor de energie electrică, în TWh:
| Anul         | 2023  | 2022 | 2021 | 2020 | 2019 | 2018 | 2017 | 2016 |
| ------------ | ----- | ---- | ---- | ---- | ---- | ---- | ---- | ---- |
| Export (TWh) | 13.08 | 7.41 | 5.43 | 4.58 | 3.55 | 5.48 | 6.55 | 8.59 |
| Import (TWh) | 10.09 | 8.65 | 7.62 | 7.38 | 5.07 | 2.93 | 3.65 | 3.57 |

## Consumul de electricitate
În anul 2009, consumul de energie electrică al României s-a ridicat la 55,19 TWh.

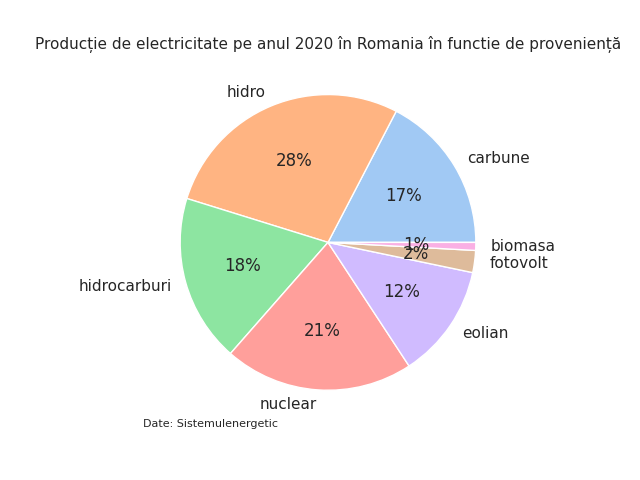
Electricitate in Romania

În anul 2006, numărul de consumatori casnici reprezenta 93,61% din numărul total de consumatori, iar energia consumată de aceștia reprezenta 35,72% din total energie consumată.
La sfârșitul anului 2005 existau 8,6 milioane consumatori de energie electrică, din care 8,04 milioane consumatori casnici.
Aproximativ 30% din energia electrică produsă in Romania este furnizată consumatorilor casnici
Cei mai mari consumatori de energie electrică din România sunt: producătorul de aluminiu Alro Slatina, combinatul siderurgic ArcelorMittal Galați și combinatul de îngrășăminte Oltchim.
Conform unui raport al grupului italian Enel din anul 2010, furturile de energie electrică reprezintă, în România, 5,4% din consum, mult peste media europeană, de 0,25%.
Tot în 2010, conform unei estimări a companiei Nokia, furturile reprezintă aproximativ 20% din consumul anual al României, iar producătorii adună pierderi de aproape 1,4 miliarde de euro anual.
Următorul tabel prezintă numărul de clienți captivi și consumul acestora, în TWh, pe ani:
| Anul            | 2008      | 2007      | 2006      |
| --------------- | --------- | --------- | --------- |
| clienți captivi | 8.772.934 | 8.673.572 | 8.633.571 |
| consum (TWh)    | 23,4      | 22,5      | 23,3      |

Următorul tabel prezintă numărul de clienți eligibili prezenți pe piața concurențială și consumul acestora, în TWh, pe ani:
| Anul              | 2008  | 2007  | 2006  | 2005 | 2004 | 2003 |
| ----------------- | ----- | ----- | ----- | ---- | ---- | ---- |
| clienți eligibili | 3.509 | 2.703 | 1.969 | 552  | 43   | 54   |
| consum (TWh)      | 22,4  | 22,2  | -     | -    | -    | -    |

În anul 2006 prețul electricității în România se situa la 60% din media UE.
Evoluția prețului energiei electrice:
- 2005: 74 Euro/MWh - prețul mediu la energia electrică livrată consumatorilor captivi finali[24]. Pentru consumatorii casnici prețul a fost de 92,1 Euro/MWh, iar pentru consumatorii industriali - 66,5 Euro/MWh
- 2004: 67 Euro/MWh - prețul mediu la energia electrică livrată consumatorilor captivi finali[25]
- 2003: 67,9 USD/MWh - prețul mediu la energia electrică livrată consumatorilor captivi finali[26]
- 2002: 50,4 USD/MWh - prețul mediu la energia electrică livrată consumatorilor captivi finali[28]
- 2000: 53,3 USD/MWh pentru consumatorii casnici și 41.6 USD/MWh la consumatorii industriali[29]
- 1999: 50 USD/MWh pentru consumatorii casnici și 37.7 USD/MWh la consumatorii industriali[30]

## Energia hidroelectrică

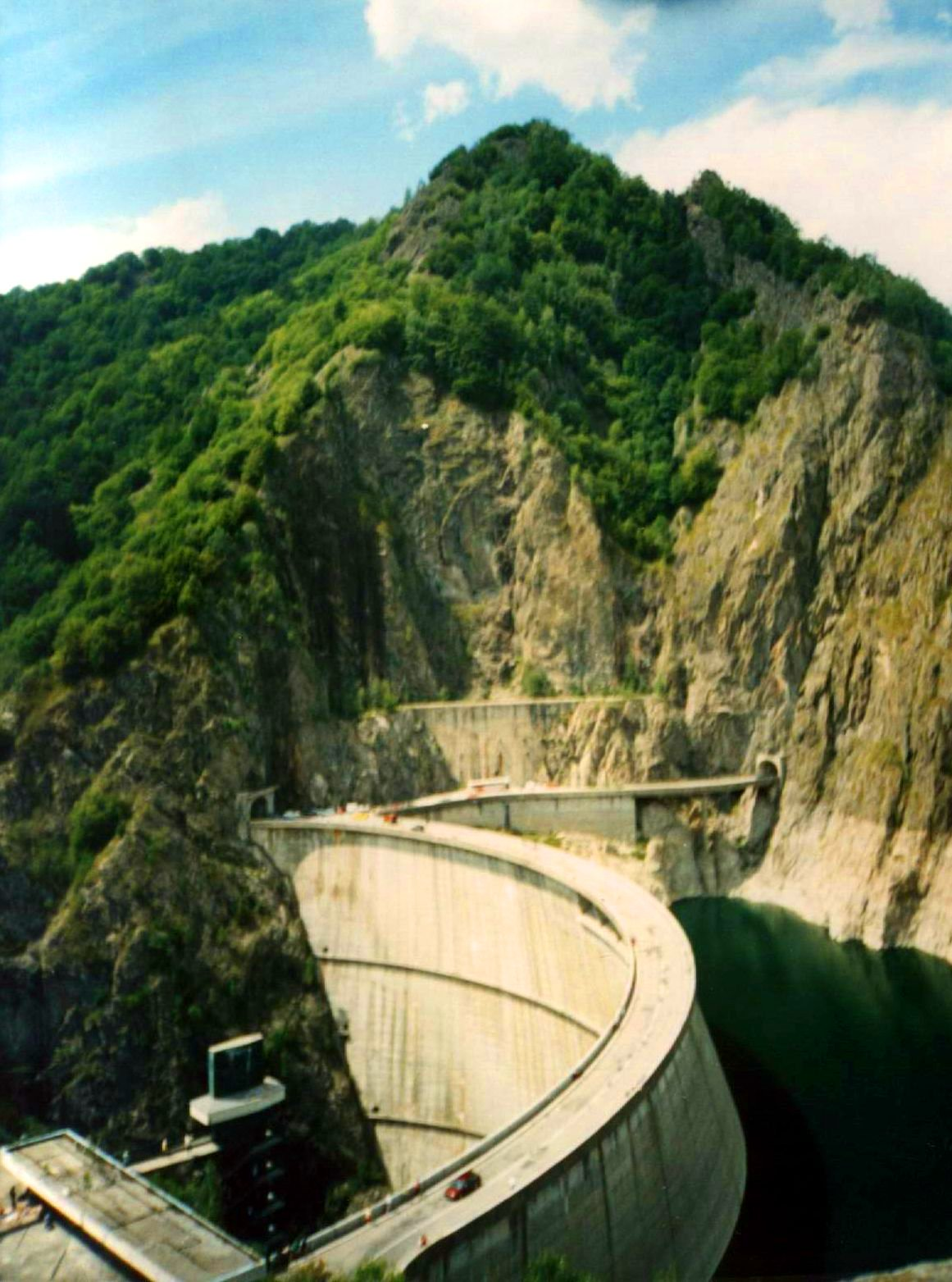
Barajul Vidraru

Producția de energie hidroelectrică în România este dominată de stat prin compania Hidroelectrica, evaluată în anul 2007 ca fiind cea mai mare companie de stat, cu o valoare de 3,5 miliarde Euro.
În anul 2006, energia furnizată de centrale și micro-centrale hidroelectrice a fost de 18,2 TWh la o putere instalată 6.325 MW. Există planuri ca până în anul 2011 să fie mărită cu 392 MW puterea instalată și cu 1,4 TWh producția de energie. În momentul actual (anul 2007) este exploatat aproximativ 50% din potențialul hidro-energetic al țării. Conform planurilor Hidroelectrica, în anul 2025 aproximativ 70% din potențial va fi exploatat.
Începând cu anul 2004, Hidroelectrica a început privatizarea unui număr de 150 micro-hidrocentrale.

### Controverse
În octombrie 2016, emisiunea România Te iubesc de la Pro TV a prezentat cum albiile raurilor sunt distruse, în numele obținerii de energie verde. Este vorba despre frenezia microhidrocentralelor, afaceri care au girul, și toate avizele autorităților, dar și un efect devastator asupra cursurilor de apă.

## Energia nucleară
Sectorul producției de energie nucleară este deținut de Statul Român prin compania Nuclearelectrica. Aceasta deține Centrala nucleară de la Cernavodă, care are o capacitate de 4 reactoare din care doar doua sunt instalate, primul din decembrie 1996 și al doilea din septembrie 2007. Statul Român intenționează să construiască alte doua reactoare nucleare, printr-o investiție estimată la circa 4 miliarde de euro. Capacitatea centralei este de 5 reactoare, însă doar maxim 4 pot fi instalate datorită condițiilor tehnice. Se estimează că până în 2016 Unitățile 3 și 4 vor fi puse în funcțiune.
Cea de-a doua centrală nucleară care va fi construită în România va fi gata până în 2030 (cu zece ani mai târziu decât fusese anunțat inițial), și va avea o putere instalată de 1.000 MW. Unitatea va asigura aproximativ 12 % din consumul național de energie.
În anul 2006, energia nucleară produsă a fost de 5,6 TWh, la o putere instalată de 707 MW.
Rezervele de minereu existente asigură cererea de uraniu până la nivelul anului 2017 pentru funcționarea a două unități nucleare la centrala de la Cernavodă.

### Depozitarea deșeurilor radioactive
În România, în prezent există un singur depozit de deșeuri instituționale, la Băița-Bihor, care funcționează din 1985. În prezent, acesta este ocupat în proporție de 40% și aici sunt depozitați în fiecare an 15 metri cubi deșeuri radioactive de joasă și medie activitate, de viață scurtă, produse în activități de aplicații industriale, medicale și de cercetare.
Pentru depozitarea de deșeuri slab și mediu radioactive, va fi construit un depozit definitiv în localitatea Saligny, de lângă orașul Cernavodă, acesta fiind cel de-al doilea astfel de depozit din țară.
Depozitul va fi gata în 2019, cu cinci ani mai târziu decât a fost anunțat inițial, proiectul fiind estimat la 220 milioane euro. Depozitului Final de Deșeuri Slab și Mediu Active (DFDSMA) va avea o capacitate de 113.000 metri cubi și se va întinde pe o suprafață de 67 de hectare, iar cea mai mare parte din aceasta se află în zona de excludere a centralei nucleare de la Cernavodă (1 km în jurul centralei).
De asemenea, un depozit geologic de mare adâncime pentru deșeurile înalt active (constituite în cea mai mare parte din combustibilul nuclear uzat) urmează a fi realizat până în anul 2055. Acesta ar putea costa până la 4,4 miliarde euro, în funcție de roca gazdă care va fi selectată.

## Energia termoelectrică
Sectorul deține cea mai mare parte din totalul de producție de energie electrică din România.
În anul 2006, energia electrică produsă pe bază de combustibili fosili a fost de 38,4 TWh la o putere instalată de 10.598 MW(pe bază de cărbune: 26,9 TWh și 6.189 MW, iar pe bază de hidrocarburi: 11,5 TWh și 4.409 MW).
În urma restructurărilor succesive, o mare parte din centralele termoelectrice au fost transferate companiei de stat Termoelectrica (printre care și CET Deva și Elcen București) cu o putere instalată de 5.520 MW, restul de centrale funcționând ca societăți distincte (CET Turceni, CET Rovinari, CET Craiova), altele fiind transferate în subordinea Consiliilor Locale.
Cele trei complexuri energetice din Oltenia (Turceni, Rovinari și Craiova) acoperă circa o treime din producția de electricitate a României, fiind, după Hidroelectrica și Nuclearelectrica, producătorii celei mai ieftine energii din țară.
Astfel, producția de energie electrică procentual și cantitativ pentru anul 2006 este:
| Combustibil         | Procentaj | Producție | Putere    |
| ------------------- | --------- | --------- | --------- |
| Combustibili fosili | 58,09 %   | 38,4 TWh  | 10.598 MW |
| Hidroelectric       | 32,02 %   | 18,2 TWh  | 6.325 MW  |
| Nuclear             | 9,20 %    | 5,6 TWh   | 707 MW    |
| -                   |           |           |           |
| TOTAL               | 99,31 %   | 62,2 TWh  | 17.630 MW |

## Energia regenerabilă
Începând cu anul 2005, legea prevede cote obligatorii de Energie Regenerabilă pe care furnizorii de energie electrică trebuie să le furnizeze consumatorilor deserviți, de la 0,7% în 2005 până la 8,4% în 2010.
Potențialul energetic hidro amenajabil al țării este de 36 TWh / an, din care se poate valorifica în condiții de eficiență economică aproximativ 30 TWh / an.
Conform unei alte evaluări, potențialul hidro al României este de 40 TWh, mult mai mic față de nivelul european, prin comparație Austria având un potențial hidro de 150 TWh.
Nivelul subvențiilor oferite investitorilor în energia verde din România este cel mai ridicat din Europa în funcție de cuantumul pe fiecare MWh, cu un procent de 224% pentru eolian, comparativ cu o medie europeană de 100%.
Pentru energia solară, nivelul este unul fantastic – de 657%.
Datorită subvențiilor generoase, România a ajuns să aibă 4.400 MW instalați în surse regenerabile, din care 2.700 MW în eolian, 1.077 MW în fotovoltaic, 536 MW în microhidrocentrale și 95 MW în biomasă.
Mai mult, la Transelectrica sunt cereri de racordare pentru proiecte care totalizează 30.000 MW, în condițiile în care tot sistemul energetic actual al României are puțin peste 20.000 MW.

### Energia solară
Potențialul energetic solar al țării este de 1,2 TWh producție anuală.
În octombrie 2009, capacitatea totală instalată de producție a energiei solare era de 0,1 MW.
Potențialul fermelor solare este foarte mare, însă lipsa legislației și procesul complicat de obținere a finanțărilor frânează dezvoltarea.
Energia solară:
| Anul            | 2013 | 2012 |
| --------------- | ---- | ---- |
| Capacitate (MW) | 971  | 49   |
| Producție (MWh) | 355  | 8    |

### Energia eoliană
România are cel mai ridicat potențial din sud-estul Europei în domeniul energiei eoliene, sud-estul Dobrogei plasându-se chiar pe locul al doilea la nivelul întregului continent. România are un potențial energetic eolian de 3.000 MW, echivalent cu o producție anuală de aproximativ '23 TWh anual, dar în prezent (2007) nu există proiecte semnificative pentru exploatarea acestuia. Conform altor estimări, potențialul eolian al României este estimat la 14.000 MW capacitate instalată. Sectorul energiei eoliene ar putea contribui cu 13 TWh la necesarul național anual în 2020.
Compania spaniolă Iberdrola Renovables, divizia de energie regenerabilă a grupului Iberdrola și cel mai mare producător mondial de energie eoliană, va începe în iulie 2009 montarea primei turbine eoliene în Dobrogea, dintr-un proiect de circa 1.500 MW, valoarea totală a investiției ajungând la aproximativ 2,5 miliarde euro. Singura piedică în calea planului spaniolilor de realizare a fermei eoliene ar putea fi capacitatea limitată de preluare a sistemului de transport electricitate. De asemenea, gigantul ceh CEZ intenționează să contstruiască un parc eolian tot în Dobrogea, în zona comunei Cogealac (unde este și Iberdrola), cu o capacitate de 600 MW.
Companiile au solicitat aprobarea pentru proiecte eoliene cu o capacitate de 18.000 MW în România, ce are un program de subvenții bazat pe certificate ecologice, iar operatorul rețelei naționale, Transelectrica, a oferit aprobări tehnice pentru producerea a 3.000 MW.
România a încheiat anul 2008 cu o capacitate de energie eoliană de numai 10 MW, însă Ministerul Economiei a estimat că nivelul va ajunge la cel putin 150 MW până la sfârșitul anului 2009. Prin comparație, Polonia are cea mai mare capacitate de energie eoliană din Europa de Est, de 472 MW, iar Bulgaria a depășit deja Cehia și are o capacitate de 158 MW.
În termeni de putere generată, producția de energie eoliană s-a urcat ușor în 2008, până la 11 GWh, de la 7 GWh cât a fost în 2007, reprezentând însă doar 0,02% din totalul poducției.
Conform unui studiu din anul 2010 al asociației ALMA-RO, există o serie de probleme majore legate de modul în care este construită și implementată politica publică privind utilizarea surselor regenerabile de energie.
La nivel național, politica publică de utilizare a energiei eoliene presupune o legislație necorelată cu directivele Uniunii Europene, mecanisme de implementare și proceduri neclare și/sau contradictorii și practici ce demonstrează atât incapacitatea de colaborare instituțională (la nivel central și/sau local), cât și lipsa de voință în sprijinirea imparțială a dezvoltatorilor de centrale eoliene pe piață.
Potrivit asociației, nu există un ghid oficial pentru dezvoltatori și, în cele mai multe cazuri, aceștia fie se folosesc de ambiguitatea legislației pentru a pune autoritățile în fața faptului împlinit (realizând parțial investițiile și apoi căutând soluții pentru problemele legale), fie renunță să mai investească.
Unele companii recurg și la acționarea în instanță a diverselor instituții publice, ceea ce nu rezolvă însă problema sistemică.
Energia eoliană:
| Anul            | 2013  | 2012  | 2011 | 2010 | 2009 | 2008 |
| --------------- | ----- | ----- | ---- | ---- | ---- | ---- |
| Capacitate (MW) | 2.732 | 1.905 | 950  | 462  | 14,1 | 10   |
| Producție (TWh) | 4,6   | 2,7   | -    | -    | -    | -    |

## Biomasă
Cea mai mare centrală în cogenerare pe bază de biomasă din România este deținută de firma austriacă Holzindustrie Schweighofer și se află la Rădăuți. Centrala a fost inaugurată în mai 2009, a necesitat o investiție de 20 milioane Euro și are o capacitate totală de 22 MW.
Prima stație din România de producere a energiei regenerabile în cogenerare, din biogaz, a fost inagurată în iulie 2013 la Filipeștii de Pădure, în județul Prahova.
Centrala are o capacitate de 1 MW pe oră energie electrică și 1,2 MW pe oră de energie termică.

## Poluarea
Potrivit Strategiei Energetice a României, sistemul energetic românesc are nevoie de investiții de 2,6 miliarde de euro până în 2017 pentru a se conforma la directivele europene privind protecția mediului.
Potrivit Anexei a VII-a a Tratatului de Aderare, primul termen de conformare la normele de emisii de sulf, respectiv 31 decembrie 2008, este aplicat pentru o instalație care aparține Electrocentrale Deva.
Urmează termocentrala Doicești, unde unul dintre grupuri avea termen până la 31 decembrie 2009.
În anul 2010 expiră alte termene pentru complexurile energetice Turceni și Craiova și termocentrala Păroșeni.

## Piața energiei electrice
În perioada regimului comunist toată producția, transportul și distribuța de energie aparținea Statului Român. Prin restructurarea RENEL și privatizările din ultimii ani, piața de energie electrică arată azi astfel:
- Termoelectrica, Hidroelectrica, Nuclearelectrica și CET-urile (Centrale Electro Termice) independente produc energie electrică. Toate aceste companii sunt deținute de Statul Român.
- Transelectrica, deținută majoritar de stat (90%), asigură transportul național de energie electrică
- Electrica se ocupă cu distribuția și furnizarea de energie electrică. Cinci filiale din cele 8 au fost privatizate deja
- OPCOM, companie din portofoliul Transelectrica, supraveghează bursa energiei electrice.

În urma liberalizării pieței, în prezent există și alți jucători pe piața de energie electrică, unele companii private au cumpărat capacități de producție (micro-hidrocentrale).
Pe piață mai există companii private care se ocupă cu tradingul de energie electrică, dintre care cei mai mari sunt: Energy Holding, Petprod și EGL Power & Gas, în ordinea mărimii.
Piața energiei electrice și a gazelor naturale pentru consumatorii casnici a fost liberalizată la data de 1 iulie 2007, în România și alte 12 state ale Uniunii Europene.
Piața de vânzare a energiei este concentrată excesiv.
Astfel, doar patru producători oferă, de regulă, energie pe piață, respectiv Nuclearelectrica și complexurile energetice CET Turceni, CET Rovinari și CET Craiova.

## Interconectarea cu alte țări
Piața de electricitate din România a fost cuplată cu cele din Ungaria, Slovacia și Cehia, începând din noiembrie 2014.
Ungaria
La data de 12 decembrie 2008, Transelectrica și MAVIR, compania de transport al energiei electrice din Ungaria, au pus în funcțiune Linia Electrică Aeriană de interconexiune (LEA) de 400 kV Arad-Nădab  - Bekescsaba.
Turcia
În decembrie 2006, Transelectrica și Teias (compania de transport de electricitate din Turcia) au semnat un document prin care stabileau realizarea în comun a unui studiu privind construirea unui cablu submarin între cele două țări.
Sistemele energetice din cele două state vor fi interconectate prin stațiile de la Constanța și Pasakoy, iar capacitatea de transport va fi de 600 MW.
Proiectul a fost inițiat în baza unui memorandum de înțelegere încheiat între autoritățile celor două state în aprilie 2004, iar întregul proiect urma să fie finalizat în 2009.
Studiul de oportunitate realizat de cele două companii cuprinde șase scenarii prin care cele două țări se pot, pe de o parte, aproviziona cu electricitate și, pe de alta, pot livra energie în Europa de Sud-Est.
Prin cablul subteran ce va uni Romania de Turcia se va putea transporta energie electrică între Rusia, Ucraina, Moldova, Romania și Turcia.
Alte variante cuprind transportul de electricitate între Turcia, Romania, Polonia, Serbia și Ungaria.
Costurile de construcție a cablului sunt estimate la 400 milioane de euro, fiecărei țări revenindu-i construcția stației de conversie de pe teritoriul său și a porțiunii de cablu ce va tranzita platforma continentală.
Studiul de fezabilitate pentru proiectul cablului electric submarin România - Turcia a costat 1,2 milioane euro, costurile fiind suportate de Transelectrica în proporție de 75%, iar restul de 25% din costuri a fost suportat de Nuclearelectrica.
Contractul pentru realizarea studiului de fezabilitate a fost semnat în iunie 2009 de Transelectrica și firma Vattenfall Power Consultant AB din Suedia.
Proiectul privind o noua interconexiune în cablul submarin „HVDC Link” ar permite României, care dispune de un excedent de producție, să vândă direct energie electrică pe piața deficitară a Turciei, fără a mai trece prin rețeaua Bulgariei, țară care percepe taxe mari de tranzit.
Republica Moldova
Transelectrica vrea să construiască o interconexiune de 400 kV între Suceava și Bălți.
Transelectrica va finanța și lucrările de pe teritoriul Republicii Moldova, pentru că altfel proiectul nu s-ar face, întrucât cei din Republica Moldova nu dispun de banii necesari.
Proiectul ar putea fi gata în cinci ani.
Linia electrică de interconexiune a sistemelor energetice a Republicii Moldova și României pe segmentul Fălciu - Gotești a fost construită deja pe 9,2 kilometri din lungimea totală de 25 kilometri pe teritoriul Moldovei.
Serbia
În iulie 2008, Transelectrica și JP Elektromreza, compania națională de transport al energiei din Serbia, au semnat un document comun de poziție pentru construcția unei a doua linii electrice de conexiune a României cu Serbia.
Linia electrică va fi de 400 kV și va fi amplasată pe direcția Reșița - Pancevo.
Proiectul vizează dublarea interconexiunii sistemelor electrice ale celor doua state, după ce prima linie de 400 kV a fost construită între hidrocentrala Porțile de Fier și localitatea Djerdap.

## Dezastre energetice în România
La 10 mai 1977 a avut loc o pană generalizată de curent în România, generată de o greșeală umană, iar timp de aproape 4-5 ore sistemul energetic nu a mai funcționat, pagubele acesteia fiind estimate la un miliard de dolari.

## Viitor
Strategia energetică națională pentru perioada 2007-2020 pune accentul în principal pe sporirea capacității nucleare prin punerea în funcțiune a Unităților 3 și 4 de la Centrala nucleară de la Cernavodă și creșterea exploatării resurselor hidroenergetice cu 6% până în 2011. Alte priorități sunt: eficientizarea capacităților actuale care folosesc tehnologii învechite prin modernizarea lor, limitarea dependențelor de importuri. În ce privește energia regenerabilă, nu există o strategie semnificativă, ci doar de a se ajunge la un procent de 33% din producție, adică doar puțin peste procentajul actual al producției hidro.
Pentru anul 2020 este planificată ridicarea unei noi centrale nucleare, amplasată în centrul țării, cu o putere instalată de 2.400 MW. Aceasta va avea două grupuri de cate 1.200 MW fiecare sau patru grupuri de câte 600 MW fiecare. Investiția este estimată la 2,2 miliarde euro iar schema financiară presupune participarea alături de stat a mai multor investitori privați.
Investițiile necesare în sectorul energiei electrice din România s-ar putea ridica, până în 2013-2015, la 8-11 miliarde euro. Investițiile sunt necesare pentru modernizarea centralelor electrice deja existente, ridicarea unora noi și îmbunatățirea rețelelor de distribuție, atât pentru a ajunge la cat mai mulți consumatori români, cât și pentru a facilita comerțul cu electricitate între România și statele vecine.
Printre planurile de extindere a capacităților de producție de electricitate se numără:
- Alro Slatina urmează să construiască o centrală termică pe cărbune de 1.000 MW[70], investiția ridicându-se la 1 miliard de Euro
- Petrom va construi o centrală termică pe gaze de 860 MW la Petrobrazi[71], investiție care va costa 500 milioane Euro. Centrala va fi construită de General Electric împreună cu Metka[72].
- Energy Holding va construi o centrală termică pe lignit în județul Gorj, cu o putere de 400 MW și producție anuală de 3 TWh[73].
- În anul 2008, Termoelectrica, E.ON și Enel au semnat un Memorandum de Înțelegere pentru construirea unei termocentrale pe cărbune la Brăila, cu o capacitate de 800 MW, ale cărei costuri erau estimate la un miliard de euro la momentul respectiv.[74]
- Compania Iberdrola Renovables a încheiat în luna februarie 2008 un acord pentru preluarea a aproximativ 50 de proiecte de parcuri eoliene în estul României, cu o capacitate totală de 1.600 de MW, în cadrul unei investiții maximum 300 milioane de euro[72].
- Continental Wind Partners intenționează să dezvolte, în România, capacități eoliene de peste 1.000 MW putere instalată, urmând să aloce pentru acest proiect peste 1,5 miliarde euro. La momentul actual (mai 2008), compania are toate avizele și autorizațiile pentru implementarea unui proiect eolian de 345 MW în Dobrogea în valoare de 500 milioane euro[75].
- Gigantul spaniol Gamesa, unul dintre primii trei producători mondiali de turbine eoliene, intenționează să construiască, pe piața locală, parcuri cu o capacitate totală de aproximativ 500 MW, printr-o investiție estimată la 750 milioane Euro și analizează, în prezent (decembrie 2008), mai mult de zece locații în acest sens.[76]
- Guvernul are în proiect realizarea unei hidrocentrale la Tarnița-Lăpuștești de 1.000 MW, a cărei investiție se ridică la peste un miliard de euro, unitate de producție care va avea rolul de echilibrare a sistemului energetic național, în contextul punerii în funcțiune a reactoarelor 3 și 4 de la Cernavodă[77][78].
- România și Bulgaria au în plan construirea unei hidrocentrale pe Dunăre, în zona Turnu Măgurele - Nicopole[79][14].